# Edward Hamm
Edward Hamm (Estados Unidos, 13 de abril de 1906-25 de junio de 1982) fue un atleta estadounidense, especialista en la prueba de salto de longitud en la que llegó a ser campeón olímpico en 1928 y plusmarquista mundial durante dos meses, desde el 7 de julio de 1928 al 9 de septiembre de 1928, con un salto de 7.90 metros.

## Carrera deportiva
En los JJ. OO. de Ámsterdam 1928 ganó la medalla de oro en el salto de longitud, con un salto de 7.73 metros, superando al haitiano Silvio Cator (plata con 7.58 metros) y al también estadounidense Alfred Bates (bronce).